# 認知性麥迪遜主義
認知性麥迪遜主義認為，分立政府優於單一政黨控制行政和立法部門的政府。根據Lewis-Beck的“Split-Ticket Voting: The Effects of Cognitive Madisonianism”，據推測，在1992年至1996年間，超過20%比例的美國民眾投了一張分裂票，源因為這種信念。
在美國，認知性麥迪遜主義符合美國憲法第一條，以及美國憲法規定的三權分立原則。它源於這樣一種信念，即詹姆斯·麥迪遜和美國的其他開國元勳打算將政府機構（行政、立法和司法）內的權力分開並起到制衡的作用。選民可能會以這種方式投票，因為他們不希望上述任何一個機構單獨行使太多權力，因為這可能會導致暴政。由於認知性麥迪遜主義的投票有可能造成政府薄弱，並對國家的行政管理產生負面影響，因為它會造成分裂投票，這反過來又會造成立法僵局。